# HSG Bärnbach-Köflach
L'HSG Bärnbach-Köflach è una squadra di pallamano maschile austriaca con sede a Köflach.

È stata fondata dalla fusione di due precedenti club, l'HC Bärnbach e l'HC Köflach.

## Palmarès

### Trofei nazionali
- Campionato austriaco: 5
  - 1973-74, 1975-76, 1981-82, 1998-99, 1999-00[1][2].
- ÖHB-Cup: 1
  - 2000-01.[3].